# Fort Erie
Fort Erie è stato il primo forte costruito dagli inglesi come parte della rete difensiva realizzata dopo la guerra dei sette anni, che si concluse dopo il trattato di Parigi del 1763, allorché tutti i territori della Nuova Francia furono ceduti alla Gran Bretagna. Questo si trova a sud della omonima cittadina, non molto distante dalle cascate del Niagara.